# Challis (cratère)
Pour les articles homonymes, voir Challis.
Challis est un cratère d'impact lunaire situé dans la partie nord de la face visible de la Lune, suffisamment proche du limbe pour apparaître considérablement raccourci vu de la Terre. Il est relié au cratère Main (en) par une rupture sur son bord nord et se trouve à proximité de Scoresby (en) sur son côté sud-est.
Le bord de ce cratère a été endommagé et érodé par les impacts, la partie la plus intacte se situant sur la moitié sud-est. Un petit cratère traverse le bord sud, tandis que le reste est entaillé et irrégulier. Le fond intérieur de Challis et de Main a été refait, formant un fond relativement plat commun aux deux formations. Cette surface n'est marquée que par de multiples petits cratères.

## Cratères satellites
Par convention, ces caractéristiques sont identifiées sur les cartes lunaires en plaçant la lettre sur le côté du point médian du cratère le plus proche de Challis.
| Challis | Latitude | Longitude | Diamètre |
| ------- | -------- | --------- | -------- |
| A       | 77,2° N  | 2,3° E    | 32 km    |